# Friedrich Karl Neubecker
Friedrich Karl Neubecker, född 26 juni 1872 i Rodenbach, Rheinpfalz, död 31 december 1923 i Heidelberg, var en tysk jurist. Han var ar till heraldikern Ottfried Neubecker.
Neubecker blev 1897 juris doktor och 1902 privatdocent samt 1909 titulärprofessor, allt vid Berlins universitet; 1918 erhöll han en nyinrättad professur i jämförande rättsvetenskap vid Heidelbergs universitet. 
Neubecker är mest känd för sina arbeten på den jämförande rättsforskningens fält. Av hans skrifter kan nämnas Vereine ohne Rechtsfähigkeit I (1908), Die Tuberkulose nebst ihren juristischen Beziehungen (1908), Die Mitgift (1909), Zwang und Notstand I (1910) och Der Ehe- und Erbvertrag im internationalen Verkehr (1914). 
Särskilt intresse visade han för nordisk, inte minst svensk, rätt, såsom framgår av hans arbeten Die neue schwedische Ehegesetzgebung (1920) och Finnlands Eherechtsreform (1921) samt framför allt av hans tyska översättning av Tore Alméns stora verk "Om köp och byte av lös egendom" (Das skandinavische Kaufrecht I-III, 1922).